# Borgolavezzaro
Borgolavezzaro (piemontesisch Borghlavzar, lombardisch Burglavsàr) ist eine italienische Gemeinde (comune) mit 1997 Einwohnern (Stand 31. Dezember 2023) in der Provinz Novara (NO), Region Piemont.

## Geographie
Die Gemeinde liegt in der Poebene etwa 16 km südöstlich von Novara auf 116 m s.l.m. an der Grenze zur Region Lombardei. Die Nachbargemeinden sind Albonese (PV), Cilavegna (PV), Nicorvo (PV), Robbio (PV), Tornaco und Vespolate. Das Gemeindegebiet umfasst eine Fläche von 21 km².

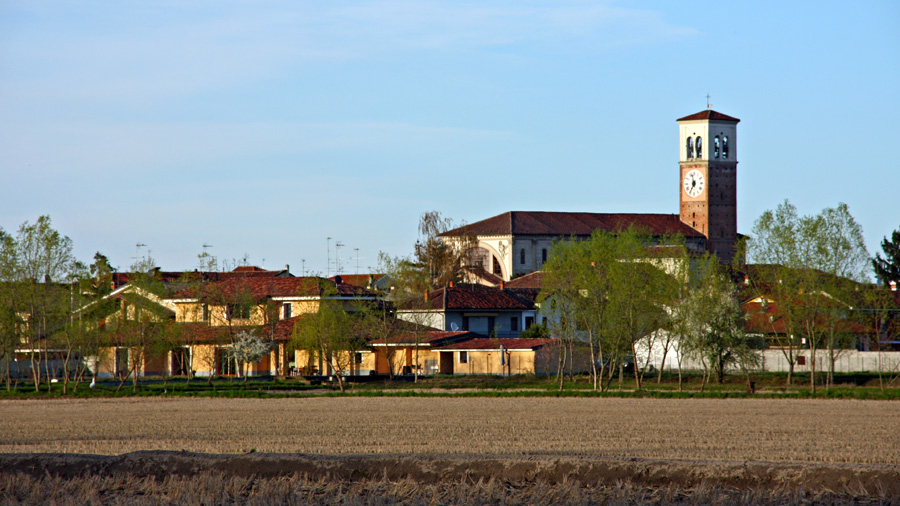
Borgovalezzaro
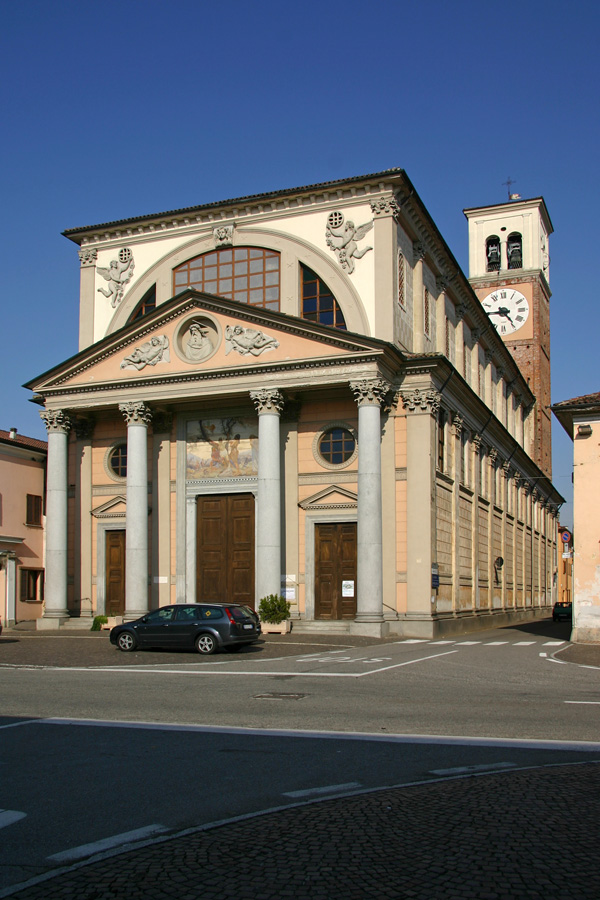
Pfarrkirche San Bartolomeo e Gaudenzio
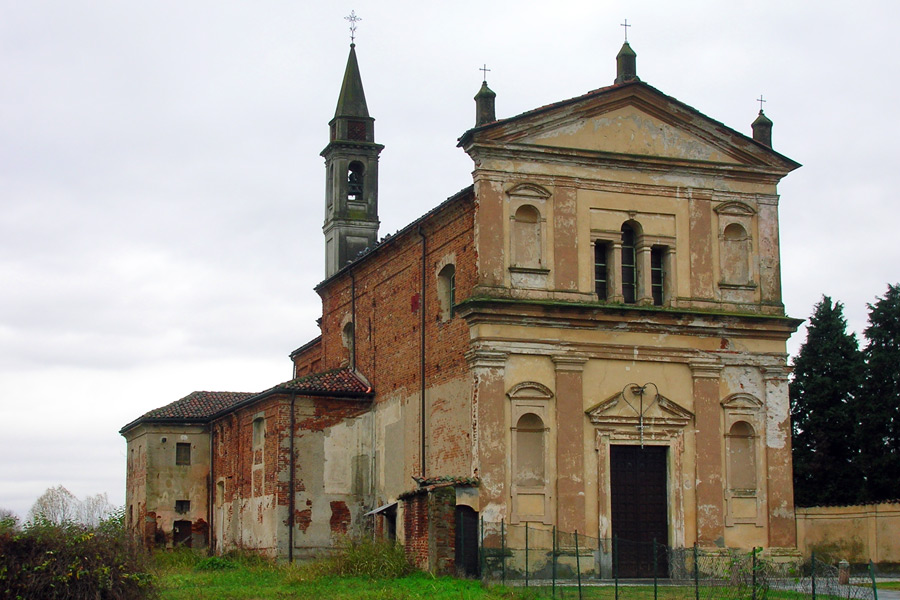
Kirche Santa Maria

## Persönlichkeiten
- Cesare Ricotti-Magnani (1822–1917), General und Politiker